# Max Bruch
Max Christian Friedrich Bruch (Colonia, 6 de enero de 1838-Friedenau, Berlín, 2 de octubre de 1920), conocido como Max Bruch, fue un compositor y director de orquesta alemán. Es célebre por su Concierto para violín n.º 1 y por su Fantasía escocesa.

## Biografía
Su padre era inspector de policía y su madre, soprano. De pequeño, Bruch ya mostraba talento para la música y recibió clases. De ahí que a los 11 años ya hubiera compuesto algunas obras que se interpretaron en público. En 1852, cuando solo tenía 14 años, compuso su primera sinfonía y un cuarteto de cuerdas, lo que le valió un premio de la Fundación Mozart en Fráncfort del Meno y una beca.[cita requerida]
Al año siguiente, inició sus estudios de música en Fráncfort, que prosiguió más adelante en Leipzig. Después de cinco años, terminó su formación y trabajó durante tres años en Colonia como profesor de música. Entre 1861 y 1865 realizó numerosos viajes por Alemania, Austria, Francia y Bélgica, donde dio recitales como director de orquesta. Al final de ese periodo aceptó el cargo de director de música en Coblenza y más adelante de director de orquesta en Turingia.[cita requerida]
En 1870, se instaló en Berlín, donde volvió a trabajar como profesor de música. En enero de 1881, a los 42 años, se casó con una cantante, con quien tuvo cuatro hijos. Fue nombrado en ese mismo año director de la Orquesta Filarmónica de Liverpool, en Inglaterra, donde vivió tres años y donde escribió su obra concertante para violonchelo y orquesta Variaciones sobre el Kol Nidre, basada en melodías hebreas y dedicada a la comunidad judía de la ciudad. A continuación dirige la orquesta de la ciudad de Breslau (entonces Alemania), hasta que se hace cargo en 1891 de la dirección de la escuela de composición en Berlín. En los años siguientes, Bruch es distinguido en repetidas ocasiones. Recibe el título de profesor honoris causa de las universidades de Cambridge y de Berlín. En esta última ciudad ingresa en la academia de Bellas Artes como miembro de la dirección.[cita requerida]
En los diez últimos años de su vida, Bruch renuncia a sus cargos y se dedica por entero a la composición. Entre sus obras más importantes, se encuentran sus conciertos para violín, de las que destaca por su popularidad el Concierto en sol menor. También son muy conocidas hoy en día su Fantasía escocesa, para violín y orquesta, y sus Variaciones sobre el Kol Nidre, para violonchelo y orquesta. Bruch compuso otras muchas obras que fueron populares en su época, como sus tres sinfonías y otras obras orquestales, sus óperas - entre ellas especialmente Loreley - y sus obras corales.[cita requerida]
Bruch murió a los 82 años de edad.

## Obras selectas
- Trío con piano en do menor, Op. 5
- Concierto para violín n.º 1 en sol menor, Op. 26
- Concierto para violín n.º 2 en re menor, Op. 44
- Kol Nidrei para violonchelo y orquesta, Op. 47
- Sinfonía n.º 3, Op. 51
- Concierto para violín n.º 3 en re menor, Op. 58
- Serenata para violín y orquesta, Op. 75
- Suite de temas rusos, Op. 79b
- 8 piezas para clarinete, viola y piano, Op. 83
- Romanza para viola y orquesta, Op. 85
- Concierto para clarinete, viola y orquesta, Op. 88